# Andreas Lando
Andreas Lando (* um 1525 in Spremberg; † nach 1561) war ein deutscher Kirchenmusiker und von 1560 bis 1561 Kreuzkantor in Dresden.
Über Landos Lebensumstände ist wenig bekannt. Er studierte ab 1544 Theologie in Wittenberg. 1547 wurde er Kantor der Nikolaischule in Leipzig. 
Als 1560 nach dem Ausscheiden Johannes Selners die Stelle des Kreuzkantors in Dresden vakant wurde, schickte Melanchthon, auf dessen Empfehlung die Stelle bislang stets vergeben worden war, einen Michael Reinhard, bei dessen Ankunft der Stadtrat aber bereits Lando eingesetzt hatte.
Bereits im nächsten Jahr folgte ihm Andreas Petermann nach. Über Landos weiteres Leben ist nichts bekannt.
| Personendaten    | Personendaten                                                   |
| ---------------- | --------------------------------------------------------------- |
| NAME             | Lando, Andreas                                                  |
| KURZBESCHREIBUNG | deutscher Kirchenmusiker und Kreuzkantor in Dresden (1560–1561) |
| GEBURTSDATUM     | um 1525                                                         |
| GEBURTSORT       | Spremberg                                                       |
| STERBEDATUM      | nach 1561                                                       |